# Габерово (Хасковская область)
Габерово (болг. Габерово) — село в Болгарии. Находится в Хасковской области, входит в общину Маджарово. Население составляет 1 человек.

## Политическая ситуация
Кмет (мэр) общины Маджарово — Милко Петков Армутлиев (Земледельческий народный союз (ЗНС)) по результатам выборов.